# China LPGA Tour
De China LPGA Tour is de officiële organisatie die golftoernooien organiseert voor de Chinese Ladies PGA.
De China LPGA Tour werd in 2008 opgericht. In 2009 werden de eerste toernooien gespeeld. Er stonden toen zes toernooien op het schema. In 2010 waren er 8 toernooien en in 2011 waren er 10. Er wordt gestreefd naar 20 toernooien in 2016.
Het belangrijkste toernooi is het China Ladies Open, dat pas in december wordt gespeeld. Het maakt ook deel uit van de Korea LPGA Tour. Het prijzengeld daarvoor is US$ 250.000.
In 2012 begon het jaar met een nieuw toernooi, het World Ladies Championship.